# Tatsu
Tatsu (russisk: Тацу) er en russisk-britisk spillefilm fra 1994 af Vjatjeslav Lagunov.

## Medvirkende
- Margarita Pusjkina
- Oksana Pototskaja
- Vjatjeslav Bukharov
- Nikita Prozorovskij
- Viktor Trojegubov